# Baczka (rejon złoczowski)
Baczka (ukr. Ба́чка) – wieś na Ukrainie, w obwodzie lwowskim, w rejonie złoczowskim.
Do 19 lipca 2020 r. w rejonie buskim. 